# Ubacisi
Ubacisi is een monotypisch geslacht van spinnen uit de  familie van de Cyatholipidae.

## Soort
- Ubacisi capensis Griswold, 1987